# Park Ji-yeon
Park Ji-yeon (박지연?, 朴芝妍?; Seul, 7 giugno 1993) è una cantante e attrice sudcoreana, membro del gruppo musicale T-ara, T-ara N4 e solista.

## Biografia
Park Ji-yeon nasce a Seul, in Corea del Sud, il 7 giugno 1993. Ha brevemente frequentato la Seoul Arts High School, studiando poi alla Hyehwa Girls' High School e la Lila Art High School; si è diplomata nel 2012 a quest'ultima. Ha un fratello più grande, Park Hyo-joon, che fa il modello.

## Carriera

### T-ara
Nel luglio 2009, Park Ji-yeon debuttò come membro delle T-ara. Il 27 novembre 2009 pubblicarono il primo album Absolute First Album, mentre il 1º dicembre 2010 uscì l'EP Temptastic. Nel 2011 pubblicarono John Travolta Wannabe e Black Eyes, secondo e terzo EP del gruppo, e debuttarono in Giappone, dove pubblicarono l'album Jewelry Box il 6 giugno 2012. A luglio 2012 venne pubblicato il quarto EP, Day by Day. Ad aprile 2013, Park Ji-yeon, Hyomin, Eunjung e Areum formarono la sotto-unità T-ara N4; a maggio, invece, fu fondata la seconda sotto-unità QBS, con Qri, Boram e Soyeon. Il 7 agosto 2013, le T-ara pubblicarono il secondo album giapponese, Treasure Box, e il 10 ottobre uscì il quinto EP del gruppo, Again. Il 21 marzo 2014 venne annunciata l'uscita del terzo album giapponese Gossip Girls per il 14 maggio, mentre a settembre tornarono in Corea del Sud con l'EP And&End. Il 24 novembre, insieme a Qri, Eunjung e Hyomin pubblicò il remake in lingua coreana del brano cinese "Little Apple" dei Chopstick Brothers.

### Attività in solitaria
Nel 2008, quando aveva 15 anni, posò come modella per SMART con la boy band SHINee. Nel maggio 2009, collaborò con le Davichi e le SeeYa per la serie Cinderella Man, incidendo i brani "Women's Generation" e "Forever Love". Inoltre apparve nei video musicali di "My Cry Baby" e "Saranghae" dei SG Wannabe. All'inizio della sua carriera, i media la soprannominarono la "piccola Kim Tae Hee" per via della sua stretta somiglianza con l'attrice.
Nel 2010 recitò nella serie televisiva Gongbueui shin nel ruolo di Na Hyun-jung, una studentessa liceale innamorata che deve passare l'esame per l'Università. Nello stesso anno fu la protagonista al fianco di Yoon Shi-yoon nel sequel di Gosa: piui junggangosa, Gosa dubeonjjae iyagi: gyosaengsilseup. Ad ottobre, Park Ji-yeon presentò il programma Show! Music Core, insieme a Minho e Onew degli SHINee, e a Suzy delle miss A.
Nel 2011 prestò la voce alla protagonista Giulietta nel film d'animazione Gnomeo e Giulietta. Durante le promozioni del singolo "Roly-Poly", Park Ji-yeon si stirò il legamento del ginocchio destro, venendo subito ricoverata in ospedale per un ulteriore trattamento. La Core Contents Media rilasciò una dichiarazione in cui disse che le condizioni della cantante venivano monitorate. Nonostante la riabilitazione, partecipò a concerti e tour del gruppo, avendo comunque bisogno di assistenza il primo periodo. Nel 2012 prese parte al musical Our Youth Roly-Poly insieme a Hyomin e Soyeon. Inoltre ottenne il ruolo di Lee Ji-kyung "Rian", una nota idol facente parte del gruppo HershE, nel drama Dream High 2: per la serie, insieme a Hyolyn e Ailee, pubblicò il singolo "Superstar". Le venne anche conferito il titolo 'best-looking idol' (idol più bella) da MBC Weekly Idol, dopo averlo ottenuto anche nel 2011. Nel 2013 presentò il Korean Music Wave a Bangkok, in Thailandia, con Nichkhun dei 2PM, Jo Kwon dei 2AM, Suzy delle miss A e Minho degli SHINee.
A marzo 2014 fu annunciato che lei e Hyomin avrebbero debuttato come soliste. Il singolo di Park Ji-yeon "1MIN 1SEC", contenuto nell'EP Never Ever, sarebbe dovuto uscire il 30 aprile, ma a causa del naufragio del Sewol del 16 aprile 2014, fu posticipato al 20 maggio. Da giugno presenta il programma musicale The Show al fianco di Hyeri delle Girl's Day con Jungwook nella terza edizione e Zhou Mi nella quarta. Sempre a giugno, fece una comparsa nella parte di Sung Yoo-jin nel quindicesimo episodio di Triangle: data la buona reazione avuta per il suo ruolo, Park Ji-yeon continuò a recitare nel drama e incise il brano "Kiss and cry" con Shorry J dei Mighty Mouth, che nella serie interpreta Jerry, e Seunghee delle F-ve Dolls.

## Discografia
Di seguito, le opere di Park Ji-yeon come solista. Per le opere con le T-ara, si veda Discografia delle T-ara.

### EP
- 2014 – Never Ever
- 2019 – Senpass

### Singoli
- 2013 – My Sea
- 2014 – 1MIN 1SEC'
- 2018 – One Day
- 2019 – Take a Hike

### Colonne sonore
- 2009 – Women's Generation (Cinderella Man – con le SeeYa e le Davichi)
- 2009 – Forever Love (Cinderella Man – con le SeeYa e le Davichi)
- 2010 – Rolling (Gongbueui shin)
- 2010 – Little By Little (Jungle Fish 2)
- 2010 – Coffee Over Milk (Coffee House – con Hyomin e Lee Boram delle SeeYa)
- 2012 – Superstar (Dream High 2 – con Hyolyn e Ailee)
- 2012 – Together (Dream High 2 – con JB)
- 2012 – Day after Day (Dream High 2)
- 2014 – Kiss and cry (Triangle – con Shorry J dei Mighty Mouth e Seunghee delle F-ve Dolls)
- 2019 – A Windy Night(I Wanna Hear Your Song Pr.3)

### Collaborazioni
- 2013 – Dangerous Love (con Eunjung e Hyomin)
- 2014 – First Love (con Soyeon, Hyomin e EB)
- 2016 – Summer Love (con JunHyung e YoonYo)
- 2018 – Between us (con Soobin Hoang Son)

## Filmografia

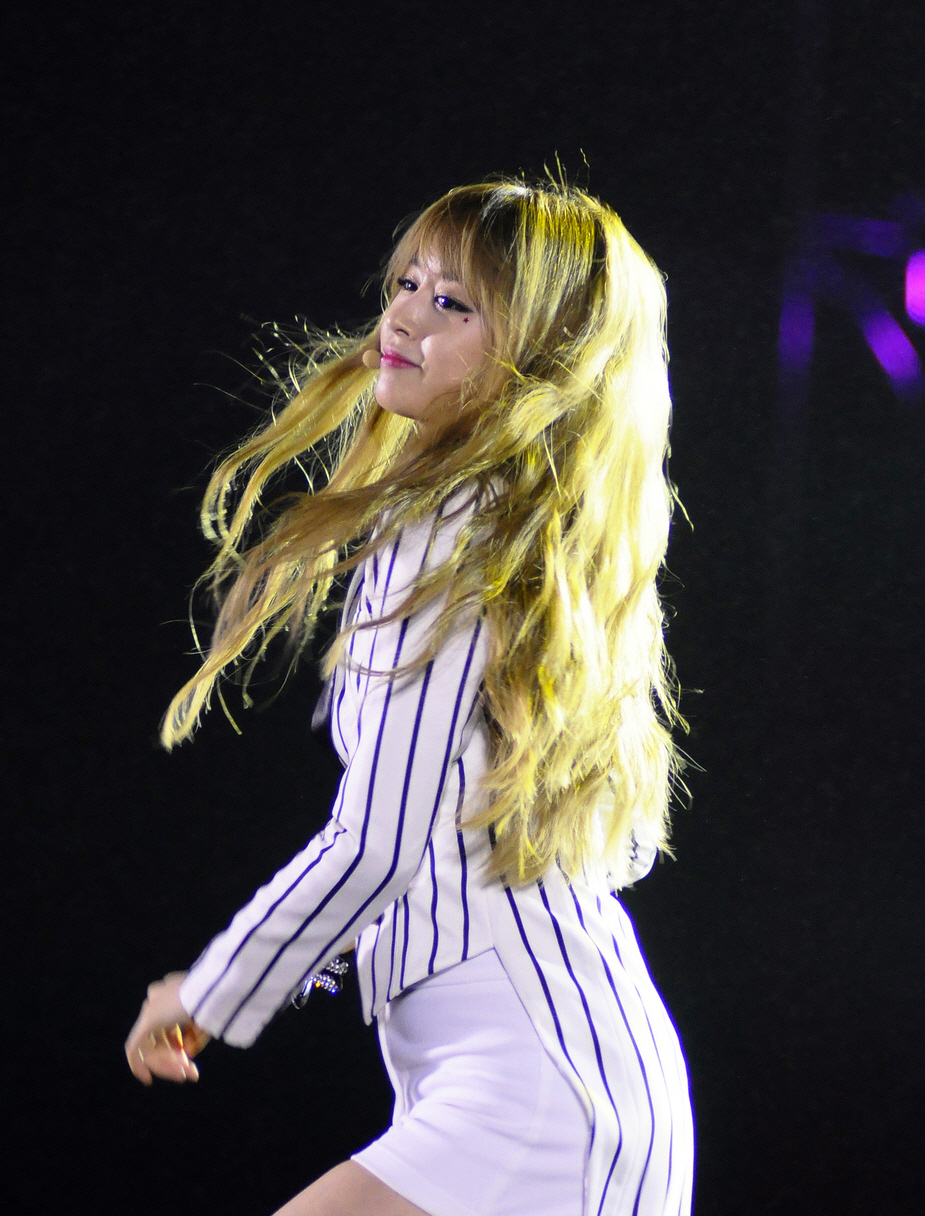
Park Ji-yeon in concerto a Hanoi, in Vietnam, nel novembre 2012.

### Cinema
- Gosa dubeonjjae iyagi: gyosaengsilseup (고死 두번째 이야기: 교생실습), regia di Yoo Sun-dong (2010)
- Gisaeng ryung (기생령), regia di Yang Yun-Ho (2011)
- Gnomeo e Giulietta (Gnomeo and Juliet), regia di Kelly Asbury (2011) - voce

### Televisione
- I Love You Too – serie TV (2007)
- Hello! Aegissi (헬로! 애기씨) – serie TV (2007)
- Lobbyist (로비스트) – serie TV (2007)
- Aeja Eonni Minja (애자 언니 민자) – serie TV (2008)
- Soul (혼) – serie TV (2009)
- Jibung tturko high kick! (지붕 뚫고 하이킥!) – serie TV (2009-2010)
- Gongbueui shin (공부의 신) – serie TV (2010)
- Jungle Fish 2 (정글피쉬 시즌 2) – serie TV (2010)
- Miss Ripley (미스 리플리) – serie TV, episodio 3 (2011)
- Chunbunjjae namja (천번째 남자) – serie TV (2012)
- Dream High 2 (드림하이 2) – serie TV, 16 episodi (2012)
- Triangle (트라이앵글) – serie TV (2014)
- My Runway (마이 런웨이?, Ma-i reon-we-iLR) – webserie (2016)
- Imitation (이미테이션) – serie TV (2021)

## Teatro
- Our Youth Roly-Poly, delle T-ara. Seongnam Arts Center di Seongnam (2012)

## Videografia
Oltre che nei suoi videoclip, quelli delle T-ara, delle T-ara N4 e in quello di "Together", Park Ji-yeon è apparsa anche nei seguenti video:
- 2008 – Never Ending Story, videoclip degli SMASH
- 2009 – My Cry Baby, videoclip dei SG Wannabe
- 2009 – Saranghae, videoclip dei SG Wannabe
- 2010 – Soul (ver. 1), videoclip di Yangpa
- 2010 – Soul (ver. 2), videoclip di Yangpa
- 2010 – I Have To Let You Go, videoclip di Young Gun
- 2011 – Shake It Up, videoclip di Seo In-guk
- 2013 – Painkiller, videoclip di Soyeon, Yoojin (The SeeYa), Eunkyo (F-ve Dolls), Taewoon e Sungmin (Speed)
- 2014 – More and More, videoclip delle The SeeYa

## Riconoscimenti
Di seguito, i premi ricevuti solo da Park Ji-yeon. Per i premi ricevuti insieme alle T-ara, si veda Premi e riconoscimenti delle T-ara.
- 2007 – APM Model Contest Silver Awards
- 2008 – Smart Model Contest Daesung Awards
- 2011 – SBS Entertainment Awards
  - Best Teamwork (Heroes)
- 2011 – MBC Weekly Idol
  - Best-Looking Idol in Real Life
  - Top Search Female Idol
- 2012 – MBC Weekly Idol
  - Best-Looking Idol
- 2014 – Seoul International Youth Film Festival
  - Nomination Young Actress Award (Triangle)[32]